# Mierlińskie osiedle wiejskie
Mierlińskie osiedle wiejskie (ros. Мерлинское сельское поселение) – rosyjska jednostka administracyjna (osiedle wiejskie) wchodząca w skład rejonu krasninskiego w оbwodzie smoleńskim.
Centrum administracyjnym osiedla wiejskiego jest wieś (ros. деревня, trb. dieriewnia) Mierlino.

## Geografia
Powierzchnia osiedla wiejskiego wynosi 389,76 km², a jego głównymi rzekami są Wietiesna i Dubrawa. Przez terytorium jednostki przechodzi droga federalna R135 (Smoleńsk – Krasnyj – Gusino).

## Historia
Osiedle powstało na mocy uchwały obwodu smoleńskiego z 1 grudnia 2004 r., a uchwałą z dnia 25 maja 2017 roku w jego skład weszły wszystkie miejscowości osiedli Mańkowskoje i Wołkowskoje.

## Demografia
W 2020 roku osiedle wiejskie zamieszkiwało 1948 mieszkańców.

## Miejscowości
W skład jednostki administracyjnej wchodzi 45 wsi w typie dieriewni: Anosowo, Czalcewo, Czernyszy, Czistiaki, Daniłowka, Ducho, Gorbaczi, Gorodiec, Janowo, Kislaki, Kniażyczi, Kochonowo, Konczinka, Korybszczina, Kriukowo, Łomakino, Łukiniczi, Łyskowo, Mańkowo, Michajłowo, Mierlino, Mirojedowo, Monczino, Nikulino, Nowaja Rżawka, Nowosiołki, Olchowka, Panskoje, Radobla, Rakity, Rogajłowo, Sieriedniewo, Smiłowo, Staraja Rżawka, Starinki, Syrokorienje, Syrokwaszyno, Ugrinowo, Uljaticzi, Uwarowo, Wołkowo, Zibriki, Żelezkowo, Żornowka, Żuli.